# 7984 Marius
7984 Marius è un asteroide della fascia principale. Scoperto nel 1980, presenta un'orbita caratterizzata da un semiasse maggiore pari a 2,6314736 UA e da un'eccentricità di 0,2005500, inclinata di 9,07132° rispetto all'eclittica.
L'asteroide è dedicato all'astronomo tedesco Simon Marius.